# Toftan
Toftan är en sjö i Falu kommun i Dalarna och ingår i Dalälvens huvudavrinningsområde. Sjön har en area på 7,66 kvadratkilometer och ligger 120 meter över havet. Sjön avvattnas av vattendraget Sundbornsån.
Den ingår i det system av sjöar och åar som brukar kallas Svärdsjövattendraget. I norr hänger Toftan samman med stråk av andra sjöar från Svärdsjö, mellan vilka ingen eller obetydlig nivåskillnad råder. Däri ingår bland andra Gårdvikssjön med Gruvsjön. Utflödet i söder är Sundbornsån. Vid det dämda utloppet ligger Sundbornsbyn. I Toftans norra ände ligger Toftbyn. På Toftan brukar stundom kyrkbåtsrodd praktiseras.

## Delavrinningsområde
Toftan ingår i delavrinningsområde (672877-149926) som SMHI kallar för Utloppet av Toftan. Medelhöjden är 141 meter över havet och ytan är 30,25 kvadratkilometer. Räknas de 175 avrinningsområdena uppströms in blir den ackumulerade arean 2 010,22 kvadratkilometer. Lillälven som avvattnar avrinningsområdet har biflödesordning 2, vilket innebär att vattnet flödar genom totalt 2 vattendrag innan det når havet efter 227 kilometer. Avrinningsområdet består mestadels av skog (53 procent). Avrinningsområdet har 7,58 kvadratkilometer vattenytor vilket ger det en sjöprocent på 25 procent. Bebyggelsen i området täcker en yta av 0,18 kvadratkilometer eller 1 procent av avrinningsområdet.